# 萨尔瓦托雷·阿米特拉诺
萨尔瓦托雷·阿米特拉诺（義大利語：Salvatore Amitrano，1975年12月3日—），意大利男子赛艇运动员。他曾代表意大利参加2000年、2004年和2008年夏季奥林匹克运动会赛艇比赛，其中2004年奥运会收获一枚铜牌。